# Caledonica
Caledonica es un género de coleópteros adéfagos de la familia Carabidae.

## Especies
Contiene las siguientes especies:
- Caledonica acentra Chaudoir, 1869
- Caledonica affinis Montrouzier, 1860
- Caledonica arrogans (Montrouzier, 1860)
- Caledonica fleutiauxi Deuve, 1981
- Caledonica longicollis Fauvel, 1903
- Caledonica lunigera Chaudoir, 1860
- Caledonica mediolineata Lucas, 1862
- Caledonica miniszechii (J. Thomson, 1856)
- Caledonica myrmidon Fauvel, 1882
- Caledonica pulchella (Montrouzier, 1860)
- Caledonica rivalieri Deuve, 1981
- Caledonica viridicollis Deuve, 1987
- Caledonica wormae Wiesner, 1991